# Marina Aagaard
Marina Aagaard Salminen er en dansk forfatter, foredragsholder, fitnessforsker, og Master i Fitness og Træning fra Syddansk Universitet. Siden 2012 motionsekspert for Danmarks Radio og webmagasinet DR Lev Nu. . I DR Sundhedsmagasinet, Løb, 2016. Igennem en årrække lektor/underviser, Aalborg Universitet idræt, 2007-2016. Fra 2011 gæsteunderviser på Tradium, 1½-årig fitness erhvervsuddannelse.
Hun har skrevet 30 fagbøger om træning, motion og sundhed, udgivet i samarbejde med Hovedland og Forlaget aagaard, desuden JP klummeskribent (2020-) og forfatter til adskillige artikler til aviser og blade. Fra 2008-2011 har hun været personlig træner og skribent for magasinet Sund Nu. . Fra 2011- skribent og ekspert for magasinet I Form.
Hun har udviklet koncepterne Fitness Excellence, kvalitetssikring af fitness- og wellnessydelser, Evidensbaseret Fitness Træning, målrettet fitnesstræning baseret på videnskabelig evidens, JuRoFit Fitness Sjipning og FlowMotion, styrke-, stabilitet- og smidighedstræning med flow.
For DGF GYMFIT – i form med et smil har hun udviklet konceptet Dance'n'Fun, en fusion af dans, gymnastik og fitness. 
Marina Aagaard er tidligere international FIG sværhedsgradsdommer og DGF landstræner i Aerobic Gymnastik, 1995-2008, og har været leder af den 1-årige personlig træner, fitness og holdtræning, uddannelse på Trænerakademiet (tidl. Danmarks Trænerskole) fra 1995-2010. Siden 1985 har hun virket som foredragsholder indenfor kommunikation, coaching, træning og sundhed for virksomheder, idrætsorganisationer, uddannelsesinstitutioner, m.fl.